# Zalmoxomma
Zalmoxomma is een geslacht van hooiwagens uit de familie Zalmoxioidae.
De wetenschappelijke naam Zalmoxomma is voor het eerst geldig gepubliceerd door Roewer in 1949. 

## Soorten
Zalmoxomma is monotypisch en omvat slechts de volgende soort:
- Zalmoxomma occidentalis